# Shin Ji-soo
Shin Ji-soo (28 de octubre de 1985) es una actriz y cantante surcoreana.

## Carrera
Comenzó su carrera como actriz infantil, y desde entonces ha participado en series tales como Virtue (2000) y Famous Princesses (2006), así como en la película The Hero (2013). También se convirtió en una de las tres miembros del grupo de K-pop D.Heaven en 2010.

## Filmografía

### Series
| Año  | Título                                       | Papel                    | Red  |
| ---- | -------------------------------------------- | ------------------------ | ---- |
| 1998 | To Love Is                                   |                          | EBS  |
| 1998 | The King and the Queen                       | Reina Gonghye            | KBS1 |
| 1999 | The Little Prince                            |                          | KBS2 |
| 2000 | Virtue                                       | Jung Gwi-deok (joven)    | SBS  |
| 2000 | New Nonstop                                  |                          | MBC  |
| 2001 | Why Women?                                   | KBS2                     |      |
| 2002 | Solitude                                     | Jo Jung-ah               | KBS2 |
| 2003 | MBC Best Theater "Meet Nana J"               |                          | MBC  |
| 2003 | MBC Best Theater "Lee Eun-sung, Hong Se-jin" | Lee Eun-sung/Hong Se-jin | MBC  |
| 2003 | Rose Fence                                   | Kim Kyung-mi             | KBS2 |
| 2005 | MBC Best Theater "Garibong Ocean's Eleven"   | Eun-soo                  | MBC  |
| 2006 | Famous Princesses                            | Na Jong-chil             | KBS2 |
| 2007 | Thirty Thousand Miles in Search of My Son    | Na Jung-min              | SBS  |
| 2010 | Jejungwon                                    | Nang-rang                | SBS  |
| 2010 | Three Sisters                                | Park Jin-sook            | SBS  |
| 2011 | Scent of a Woman                             | Yang Hee-joo             | SBS  |
| 2012 | Big                                          | Lee Ae-kyung             | KBS2 |
| 2013 | Wonderful Mama                               | Hee-jin                  | SBS  |
| 2013 | Fantasy Tower                                | Park Hyun-jin            | tvN  |

### Películas
| Año  | Título                            | Papel                       | Notas                  |
| ---- | --------------------------------- | --------------------------- | ---------------------- |
| 2003 | Show Show Show                    | chica en la escuela (cameo) |                        |
| 2005 | The Dark Plan of Green Tea Planet | estudiante                  | short film             |
| 2005 | The Crescent Moon                 | Hwa-yang                    |                        |
| 2010 | Ghost (Be with Me)                | So-yeong                    | segmento: "Stay By Me" |
| 2013 | The Hero                          | Min-hee                     |                        |
| 2014 | Red Carpet                        | Strawberry                  |                        |

### Vídeo musical
| Año  | Título de la canción | Artista       |
| ---- | -------------------- | ------------- |
| 2000 | "Do You Know"        | Jo Sung-mo    |
| 2008 | "Haha, It's Okay"    | Seo Young-eun |
| 2010 | "Like a Stranger"    | D.Heaven      |

### Espectáculo de variedades
| Año  | Título             | Papel       | Red |
| ---- | ------------------ | ----------- | --- |
| 2012 | 설특집 스타 애정촌 | mujer no. 3 | SBS |

## Premios y nominaciones
| Año  | Premio           | Categoría          | Nominación | Resultado |
| ---- | ---------------- | ------------------ | ---------- | --------- |
| 2000 | SBS Drama Awards | Mejor Actriz Joven | La virtud  | Ganadora  |
| 2002 | KBS Drama Awards | Mejor Actriz Joven | La soledad | Ganadora  |